# Aunay-sous-Crécy
Aunay-sous-Crécy – miejscowość i gmina we Francji, w Regionie Centralnym, w departamencie Eure-et-Loir.
Według danych na rok 1990 gminę zamieszkiwały 673 osoby, a gęstość zaludnienia wynosiła 80 osób/km² (wśród 1842 gmin Regionu Centralnego Aunay-sous-Crécy plasuje się na 563. miejscu pod względem liczby ludności, natomiast pod względem powierzchni na miejscu 1225.).